# Quảng Phú, Thọ Xuân
Quảng Phú là một xã thuộc huyện Thọ Xuân, tỉnh Thanh Hóa, Việt Nam.

## Lịch sử
Địa bàn xã Quảng Phú trước năm 1953 thuộc 2 xã Quảng Phú, Xuân Tín (thuộc huyện Thọ Xuân) và một phần thị trấn Thống Nhất (thuộc huyện Yên Định) ngày nay.
Ngày 3 tháng 10 năm 1953, chia xã Quảng Phú thành 2 xã Quảng Phú và Xuân Tín.
Ngày 15 tháng 10 năm 2009, xã Quảng Phú nhận 959,69 ha và 1.281 người từ thị trấn nông trường Thống Nhất (thuộc huyện Yên Định) vừa giải thể, điều chỉnh 716,19 ha diện tích tự nhiên và 1.132 người để thành lập thị trấn Thống Nhất thuộc huyện Yên Định.

## Địa lý
Xã Quảng Phú nằm ở cực bắc huyện Thọ Xuân, có vị trí địa lý:
- Phía đông và phía bắc giáp huyện Yên Định
- Phía tây giáp huyện Ngọc Lặc
- Phía nam giáp các xã Xuân Tín và Xuân Lập.

Xã Quảng Phú có diện tích tự nhiên 17,13 km², dân số năm 2019 là 6.390 người, mật độ dân số đạt 373 người/km².

## Hành chính
Xã Quảng Phú được chia thành 15 thôn: 1, 2, 3, 4, 5, 6, 7, 8, 9, 11, 13, 14, 15, 17, 21.